# Styloniscus kermadecensis
Styloniscus kermadecensis är en kräftdjursart som först beskrevs av Charles Chilton 1911.  Styloniscus kermadecensis ingår i släktet Styloniscus och familjen Styloniscidae. Inga underarter finns listade i Catalogue of Life.